# Renaissance de Settat (féminines)
 (juillet 2022).
Si vous disposez d'ouvrages ou d'articles de référence ou si vous connaissez des sites web de qualité traitant du thème abordé ici, merci de compléter l'article en donnant les références utiles à sa vérifiabilité et en les liant à la section « Notes et références ».
Maillots
La section féminine de la Renaissance de Settat est un club de football féminin marocain. Le club est affilié à la Renaissance de Settat. 

## Histoire
En 2008, le club termine septième et avant-dernier du groupe Sud de la première division marocaine.